# Мусин-Пушкин, Валентин Платонович
Граф Валенти́н Плато́нович Му́син-Пу́шкин (6 (17) декабря 1735 — 8 (20) июля 1804) — русский военный и государственный деятель, генерал-фельдмаршал (1797).

## Биография
Происходил из рода Мусиных-Пушкиных. Родился 6 (17) декабря 1735 года. Сын графа Платона Ивановича (1698—1745), которого Пётр Великий называл «племянником» (Анна Иоанновна его сослала в Соловецкий монастырь, с «наказанием кнутом, урезанием языка и лишением имения» — безвинно). Мать — княжна Марфа Петровна Черкасская.

### Военная карьера
В тринадцатилетнем возрасте в 1747 году был записан в гвардию, участвовал в Семилетней войне, затем секунд-майором Конной гвардии принимал участие в возведении на престол императрицы Екатерины II, за что в день её коронации, пожалован в камер-юнкеры, получил часть конфискованных имений отца и 600 душ вновь. В 1769 году произведен в действительные камергеры.
В 1765 году стал полковником. Участвовал в русско-турецкой войне: во 2-й (Крымской) армии князя В. М. Долгорукого, ставшего впоследствии его тестем. Отличился при взятии Турецкого вала в 1771 году. Был награждён орденами Св. Георгия 3-й степени (1 ноября 1770 года — за взятие Бендер) и Св. Анны (август 1771 года). 10 июля 1775 года получил орден Св. Александра Невского и чин генерал-поручика. 28 июня 1782 года, по случаю двадцатилетия восшествия на престол Екатерины II, был произведён в генерал-аншефы.
В 1783 году пожалован в генерал-адъютанты. Назначенный состоять при Великом Князе Павле Петровиче, сумел заслужить его расположение, несмотря на то, что пользовался милостями и Екатерины II, говорившей, что она ему «персонально обязана». 28 июня 1786 года получил орден Св. Андрея Первозванного и был назначен вице-президентом Военной коллегии, а в 1787 году назначен в Совет Императрицы.
В начальный период войны со Швецией, В. П. Мусин-Пушкин был главнокомандующим русскими войсками, которые насчитывали не более 15 тысяч человек. Екатерина II часто была недовольна им и в 1790 году заменила его на графа И. П. Салтыкова. Тем не менее, Мусин-Пушкин получил за Шведскую кампанию золотую шпагу, орден Св. Владимира 1-й степени и алмазы к ордену Св. Андрея Первозванного.
При Павле I граф Мусин-Пушкин был назначен шефом Кавалергардов; с 5 апреля 1797 года — генерал-фельдмаршал.
Отличаясь более чем скромными способностями, граф Мусин-Пушкин был человек добрый и ласковый, но слабохарактерный, нерешительный и доступный чужому влиянию. Блистая полным отсутствием талантов, он обладал, однако, всецело одним — уменьем уживаться со всеми сильными людьми при дворе и искусно улавливать господствующее здесь течение. Этому таланту царедворца он и был обязан своей блестящей карьерой.
Умер 8 (20) июля 1804 года. Похоронен под Трапезной церковью в Симоновом монастыре.

### Семья
Был женат на княжне Прасковье Васильевне Долгоруковой (1754—1826), дочери князя Долгорукого-Крымского, статс-даме, кавалерственной даме ордена Св. Екатерины малого креста (18 апреля 1816); умерла от разлития желчи, похоронена рядом с мужем в церкви Святого Духа, в Александро-Невской лавре. По отзывам современника в молодости графиня Пушкина была очень хорошенькой и отличалась любезностью. 
Их дети:
- Анастасия Валентиновна (1774—1841), фрейлина, кавалерственная дама ордена св. Екатерины, замужем за сенатором, действительным тайным советником князем Павлом Петровичем Щербатовым (1762—1831).
- Василий Валентинович (1775—1836), обер-шенк, женат на последней графине Брюс, Екатерине Яковлевне (1776—1829), дочери П. А. Брюс и принял фамилию Мусин-Пушкин-Брюс. Жил с женой в разъезде. Был тесно связан с литературными и театральными кругами Петербурга, был хорошо знаком с Пушкиным. Потомства мужского пола не оставил. Имел трех внебрачных дочерей от красавицы-актрисы, сестры Е. С. Семёновой, Нимфодоры Семеновны Семеновой (1788—1876), которую долгие годы содержал.

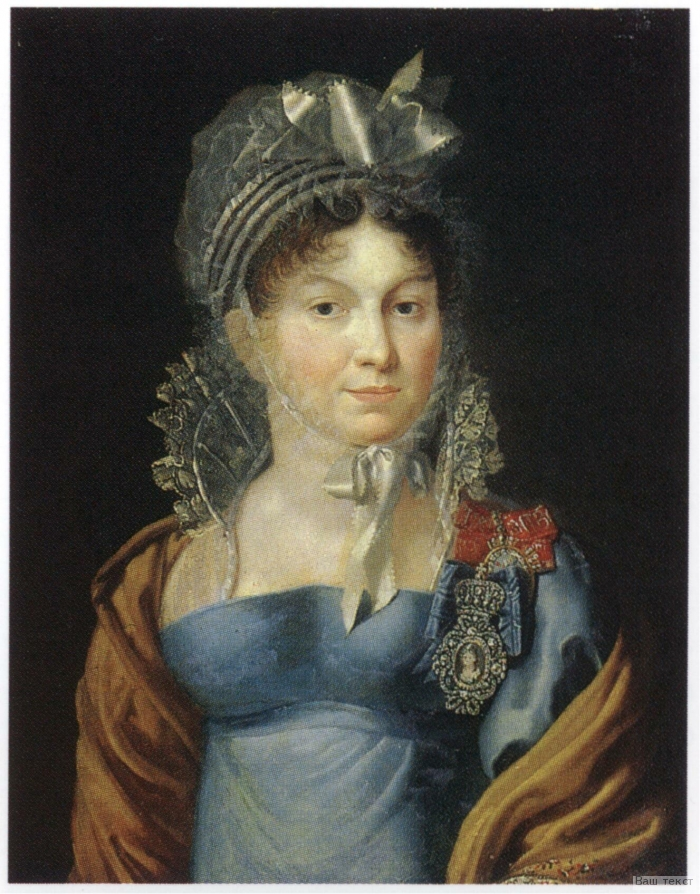
Прасковья Васильевна, жена
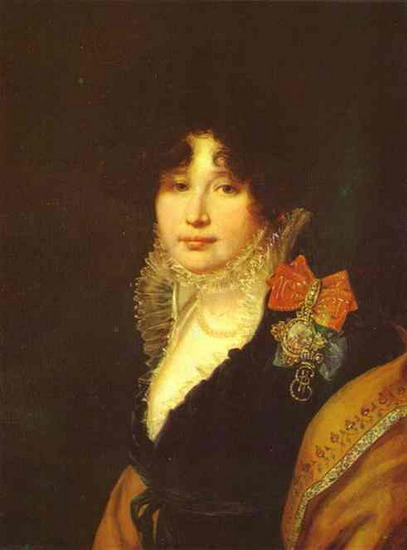
Анастасия Валентиновна, дочь
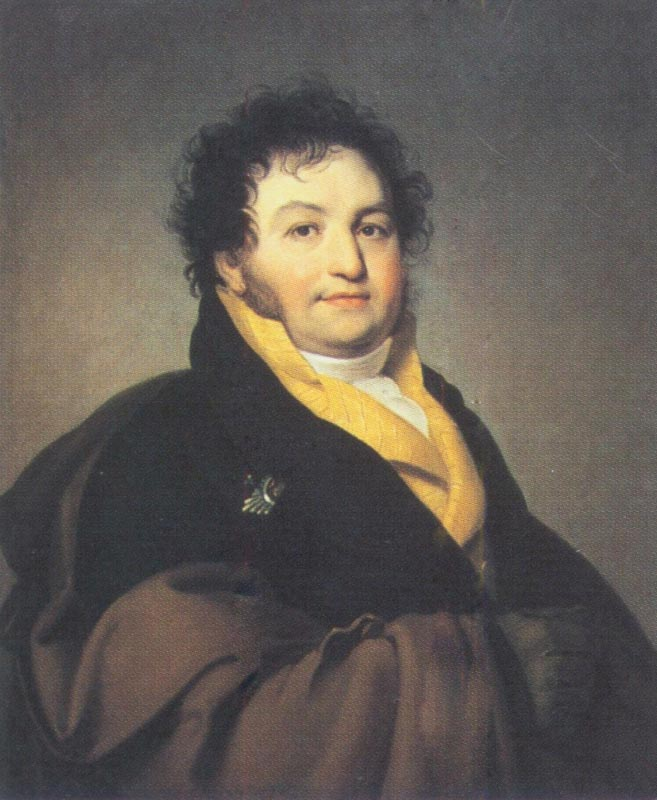
Василий Валентинович, сын
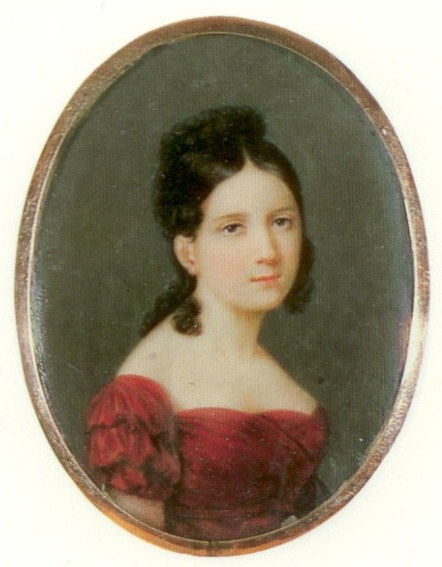
Наталья Щербатова, внучка
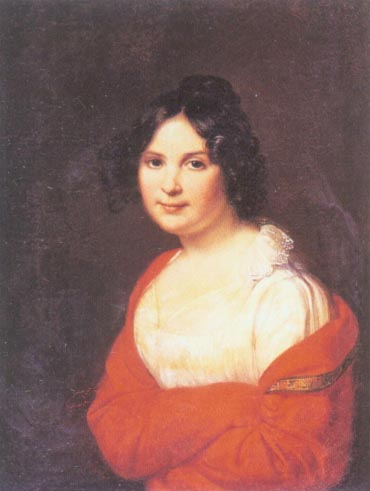
Прасковья Щербатова, внучка